# Mielőtt felébredek
A Mielőtt felébredek (eredeti cím: Before I Wake) 2016-os amerikai horror-fantasy, melyet Mike Flanagan rendezett, valamint Flanagan és Jeff Howard írt. A főszerepet Kate Bosworth, Thomas Jane, Jacob Tremblay, Annabeth Gish és Dash Mihok alakítja.
Az Amerikai Egyesült Államokban 2016. július 31-én mutatták be, Magyarországon DVD-n jelent meg szinkronizálva. A film Netflix-en is bemutatásra került 2018. január 5-én.
Általánosságban pozitív értékeléseket kapott a kritikusoktól. A Metacritic oldalán a film értékelése 68% a 100-ból, ami 5 véleményen alapul. A Rotten Tomatoeson a Mielőtt felébredek 60%-os minősítést kapott, 30 értékelés alapján.

## Cselekmény
A film nyitójelenetében egy rémült férfi pisztollyal a kezében belép egy gyermek szobájába. Körülnéz, mintha keresne valamit, ami előbukkanhat az árnyékból, majd végül ijedtségében meghúzza a ravaszt, amikor meglát egy furcsa kinézetű lényt. A fegyver hangja felébreszti a gyereket, ekkor a férfi elkezd zokogni. Később, Jessie és Mark Hobson (Kate Bosworth, Thomas Jane) lehetőséget kapnak arra, hogy együtt nevelhessék fel a nyolc éves Cody Morgan-t (Jacob Tremblay), miután fiatal fiuk, Sean véletlenül belefulladt a kádba. Hamarosan rájönnek, hogy Cody álmai valósággá válnak, de a rémálmai viszont halálosak.
Az első éjszakán a pár elcsodálkozik, ahogyan erősen fénylő színes pillangókat látnak repkedni a nappaliban. Mark megpróbál elkapni egy kék színűt, hogy megmutassa Codynak, mivel a fiú imádja a pillangókat. Azonban Cody felébred álmából, és a pillangók hirtelen eltűnnek. A következő nap az iskolában, elkezd barátkozni egy kislánnyal, emellett szembeszáll egy rosszul viselkedő átlagos gyerekkel. Otthon Cody megkérdezi Mark-ot, hogy kicsoda a velük lévő kisgyerek a képen; a férfi válaszol, hogy a halott fia, Sean. Cody elmondja, hogy az anyukája is meghalt. Aznap este a pár látni kezdi az elhunyt gyermeküket, akit át is tudnak ölelni. Amikor Cody felébred, Sean eltűnik. Cody képességének felfedezése után, Jessie kihasználja azt. Megmutatja neki Sean otthon készült videóit, és aznap este a pár ismét láthatja szeretett gyermekét. Később Mark észreveszi, hogy a felesége függeni kezd attól, hogy láthassa a gyereküket. Ekkor Mark leveszi Sean képeit a falról.
Másnap Cody elalszik az iskolában, majd egy félelmetes lény, akit Cody "Zsákosnak" nevez, megjelenik és a kislány szemtanúja lesz, ahogy az átlagos gyereket elragadja. Közben Jessie elmegy az orvoshoz és elmondja, hogy a nevelt gyermeke alvászavarban szenved; az orvos gyógyszert ír neki. Belekeveri a tejitalába, de erről a férje nem tud. Aznap éjjel Sean ismét megjelenik előttük, de rémálommá válik. Mark megpróbálja felébreszteni Cody-t, de nem sikerül. Jessie bevallja, hogy elkábította a fiút. A teremtmény elviszi Mark-ot, Jessie-t pedig a falnak dobja, aki eszméletét veszti. Cody telefonhívására ébred, aki éppen a 911-et hívta. A családon belüli erőszak gyanúja és a fiú bekábítószerezése miatt a gyermekjóléti központ elviszi Cody-t.
Jessie ellopja Cody szociális munkásainak fájljait, és beszél Cody rémült egykori nevelőapjával. Az árvaházban, ahol Cody-t tartják, a munkatársak észrevették, hogy Cody már két napja nem alszik. Azon az éjszakán a fiút benyugtatózzák, ami ellen ő tehetetlenül tiltakozik. Jessie megérkezik, hogy megtalálja a sötét és elszigetelt helyet. Minden szobában rémálmokkal találkozik. Végül megtalálja Cody szobáját, de mielőtt bejutna hozzá, a Zsákos teremtmény az útját állja. Egy kék pillangó alakú párnával megöleli a teremtményt. Ahogy öleli, a lény átalakul Cody-vá. Mielőtt a fiú eltűnne, Jessie azt súgja a fülébe, hogy engedje el az összes embert, akit a lény elvitt. A rémálom szép álommá válik, és az összes "Zsákos" által elvitt ember megjelenik, bár csak álomként. Jessie hazaviszi az öntudatlan Cody-t az otthonába.
A következő napon Jessie elárulja Codynak az anyukája nevét, aki nagyon szerette őt: Andrea. Cody még csak három éves volt, amikor az anyukája meghalt hasnyálmirigyrákban. Kiderül, hogy valójában a rákos anyukáját hitte a "Zsákosnak”; azt hitte, hogy elragadta őt a szörnyeteg, pedig csak a kemoterápia változtatta olyanná az anyukáját.

## Szereplők
| Szereplő         | Színész             | Magyar hang     |
| ---------------- | ------------------- | --------------- |
| Jessie Hobson    | Kate Bosworth       | Hábermann Lívia |
| Mark Hobson      | Thomas Jane         | Makranczi Zalán |
| Cody Morgan      | Jacob Tremblay      | Mócsa Martin    |
| Natalie Friedman | Annabeth Gish       | Román Judit     |
| Zsákos lény      | Topher Bousquet     | Nem szólal meg  |
| Whelan Young     | Dash Mihok          | Sótonyi Gábor   |
| Peter            | Jay Karnes          | Király Adrián   |
| Brown nyomozó    | Lance E. Nichols    |                 |
| Tanárnő          | Scottie Thompson    | Roatis Andrea   |
| Dr. Tennant      | Justin Gordon       | Turi Bálint     |
| Annie            | Kyla Deaver         | Pánics Lilla    |
| Sean             | Antonio Evan Romero | Medveczky Máté  |

## Filmkészítés
2013. november 7-én Kate Bosworth és Thomas Jane csatlakozott a film főszerepükre, mint gyerekszülők, és Jacob Tremblay játssza a fiatal Cody-t. 2013. november 18-án – Annabeth Gish csatlakozott a filmhez, hogy eljátssza Natalie-t, aki a fiatal Cody ügye miatt nyomoz.
2013. szeptember 7-én bejelentették, hogy az Oculus film rendezője, Mike Flanagan elkészíti a Somnia című horrorfilmet, aki Jeff Howard-al együtt írja meg a forgatókönyvet az Intrepid Pictures-nél, és hogy a gyártók Trevor Macy és William D. Johnson lesznek. Focus Features International kezdetben a film nemzetközi értékesítésével foglalkozott. 2013. november 7-én bejelentették, hogy a Sierra / Affinity kezeli az FFI által korábban birtokolt nemzetközi jogokat. 2014. április 4-én a Relativity Media megszerezte az amerikai forgalmazási jogokat a filmhez. 2015 márciusában a film címét megváltoztatták Before I Wake-re, nyilvánvalóan a Flanagan kifogásai miatt.
A film forgatása 2013. november 11-én kezdődött Alabamában. 2013. december 12-én a csapat jeleneteit a Barton Akadémián vették fel. A film végül 2013. december 16-án készült el. A film zenéjét Danny Elfman és a The Newton Brothers alkotják.